# Jeroglífico
Un jeroglífico es un elemento de un sistema de escritura eminentemente pictórico, en el cual las palabras no se representan con signos alfabéticos o fonéticos, sino que las palabras se dibujan con símbolos y figuras; el sistema de escritura inventado por los antiguos egipcios está conformado por jeroglíficos. El término en español proviene del desusado término hieroglífico, este del latín tardío hieroglyphĭcus, y este del griego ἱερογλυφικός hieroglyphikós, de ἱερός hierós 'sagrado' y γλύφειν glýphein 'cincelar, grabar'. La actual denominación jeroglífico (hiéroglyphique y hiéroglyphe en francés) se debe al lingüista francés Jean-François Champollion, que fue quien logró descifrar los jeroglíficos egipcios.
También, por similitud, son llamados jeroglíficos a cada uno de los signos (o glifos) que conforman la escritura de algunas antiguas civilizaciones, como la maya o los hititas que representa las palabras mediante figuras o símbolos (ideogramas, logogramas o pictogramas) y no con signos fonéticos o alfabéticos.
Por extensión, también se aplica a cualquier escritura de difícil interpretación, o al pasatiempo que contiene un acertijo a través de figuras. 
Son dibujos.

## Etimología
La palabra “Jeroglífico” procede del griego y significa “grabados sagrados". Los egipcios denominaban a su sistema de escritura medu necher que significa “palabras divinas”. Según creían la escritura había sido transmitida a los hombres por Thot, (dios de la sabiduría y escriba de los dioses.)

## Escrituras
Algunos sistemas de escritura que han sido denominados jeroglíficos son:

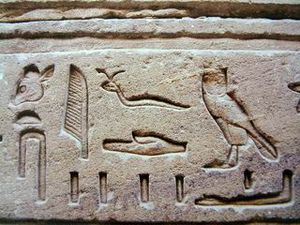
Jeroglíficos egipcios
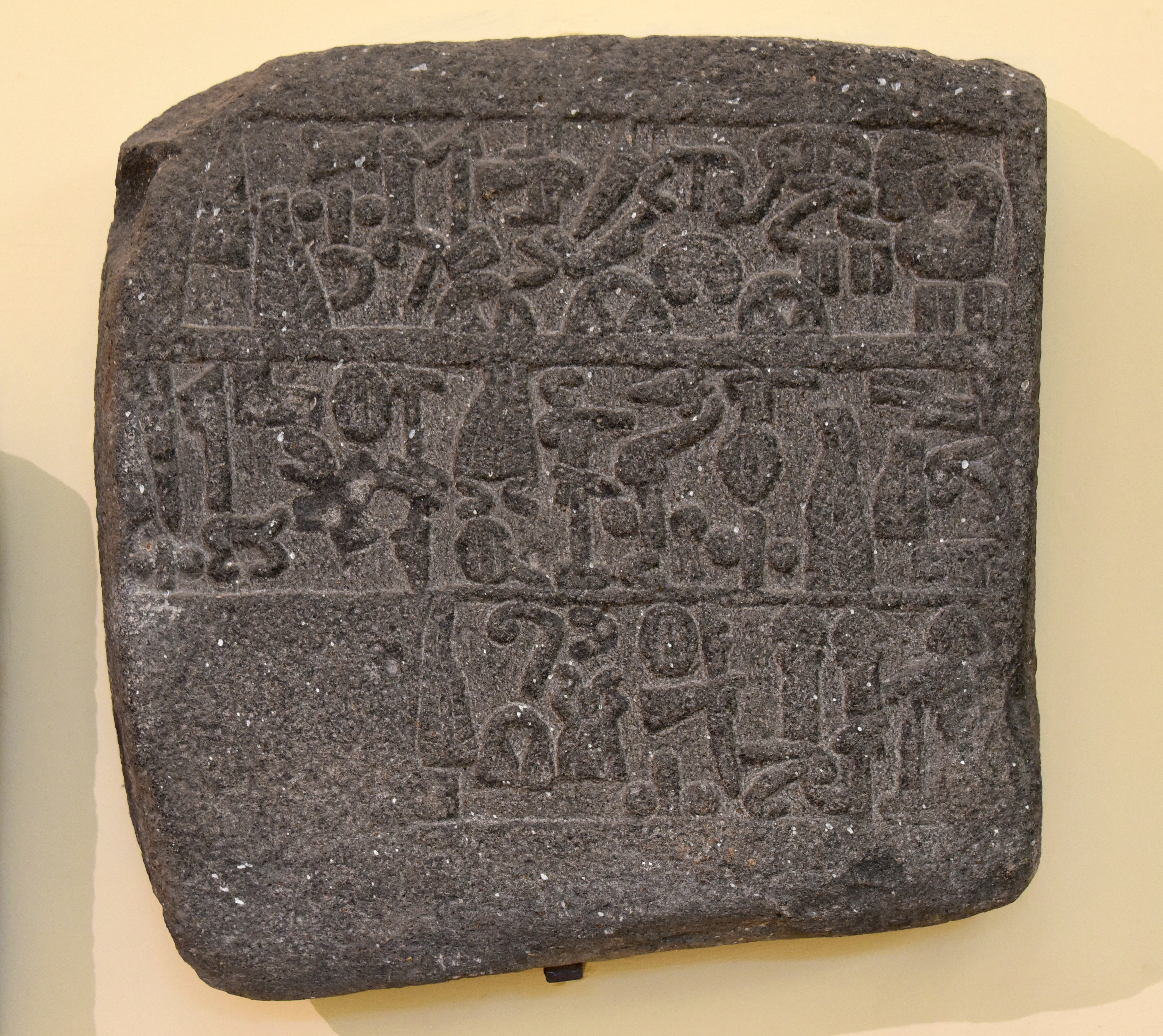
Jeroglíficos de Anatolia
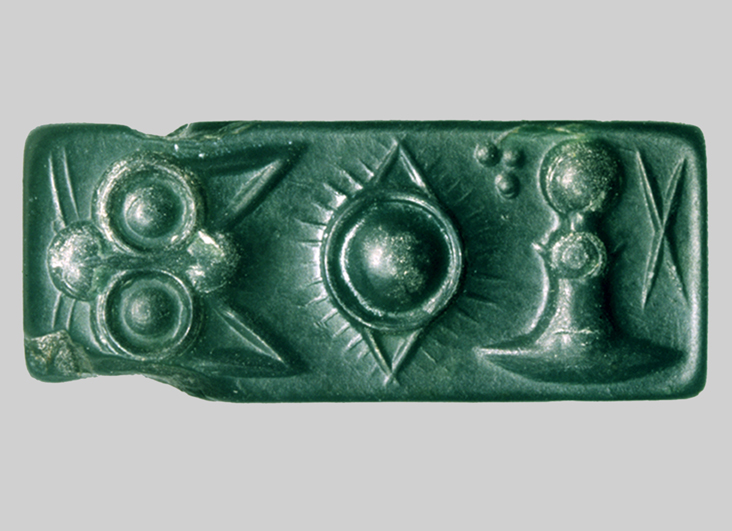
Jeroglíficos cretenses
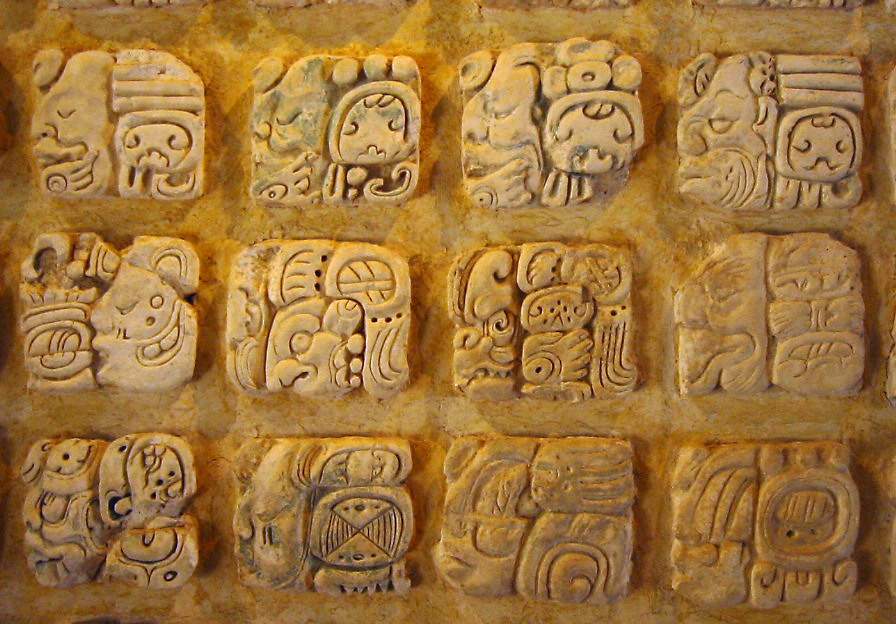
Glifos mayas